# Santa Maria della Concezione alla Lungara
Santa Maria della Concezione alla Lungara, även benämnd Oratorio della Santissima Concezione delle Oblate Camaldolesi, var en kyrkobyggnad i Rom, helgad åt Jungfru Marias Obefläckade Avlelse. Kyrkan var belägen i rione Trastevere, vid Via della Lungara.

## Kyrkans historia
Kyrkan Santa Maria della Concezione alla Lungara tillhörde ett kamaldulensernunnekloster, beläget på östra sidan av Via della Lungara i norra Trastevere. Nunneklostret grundades 1722 och var avhängigt av kamaldulenserklostret vid San Gregorio Magno al Celio. Nunnorna drev en flickskola för sin försörjning. Klostret och kyrkan exproprierades av den italienska staten 1871 och nunnorna flyttade till Sant'Antonio Abate all'Esquilino.
Med början på 1870-talet företogs dräneringsarbeten av Tibern och nya kajer uppfördes. En rad byggnader och kyrkor revs i samband med detta och 1887 demolerades Santa Maria della Concezione alla Lungara. En del av inventarierna från klostret och kyrkan överfördes till den närbelägna kyrkan San Giacomo alla Lungara.